# Paracomantenna minor
Paracomantenna minor är en kräftdjursart som först beskrevs av Farran 1904.  Paracomantenna minor ingår i släktet Paracomantenna och familjen Aetideidae. Inga underarter finns listade i Catalogue of Life.